# Bhendigeri, Belgaum
Bhendigeri là một làng thuộc tehsil Belgaum, huyện Belgaum, bang Karnataka, Ấn Độ.